# Youkaguirs
Cet article concerne le peuple youkaguir. Pour la langue youkaguire, voir Youkaguir.

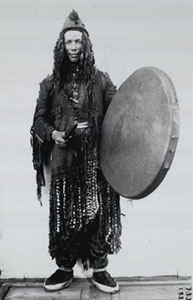
Un chamane youkaguir (1902)

Les Youkaguirs ou Youkaghirs (en russe : Юкагиры) sont un peuple de Sibérie, vivant dans le bassin de la Kolyma. Leur langue est considérée comme un isolat, bien que certains travaux récents évoquent un lien avec les langues ouraliennes.

## Géographie humaine

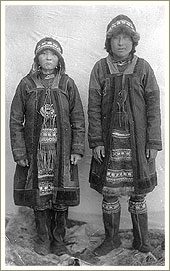
Youkaguirs de Yakutia (1905).

Les plus importantes concentrations de population Youkaghir se trouvent dans les vallées du nord-est de la Russie : celles de l'Alazeïa, de la Kolyma et de l’Indiguirka, qui s'étendent à travers la vaste dépression de Sibérie orientale et le plateau des Youkaghirs.
On ne dénombrait plus en 1979 que 835 Youkaghirs, mais en 2005, 1 559 se sont déclarés d'identité youkaghir. Seule une minorité de cette population parle encore le youkaghir, langue désormais menacée d'extinction. Le mot même de Youkaghir est une dénomination vraisemblablement toungouse. Les tribus Youkaghirs se désignent elles-mêmes « Odoul », « Vadoul », « Doutke », « Doutkil ».
Lors du recensement de 2020, 1802 personnes se sont déclarées comme Youkaguirs.

## Histoire
Lorsqu'au XIIIe siècle les Toungouses se sont répandus à travers la Sibérie orientale et septentrionale, ces immenses territoires étaient peuplés de tribus qui, par la langue et la culture, peuvent être considérées comme les ancêtres d’ethnies actuellement apparentées Youkaghirs. Le travail des métaux était alors pratiquement inconnu dans ces contrées, et la culture de ces peuples doit être rangée pour cette raison au rang de culture de chasseurs-cueilleurs du Néolithique.
En 1639, l'expédition de Postnik Ivanov, un Cosaque de Transbaïkalie, parvint sur le méandre de Zachiversk et y hiverna. Il y signale l'abondance de la région en zibelines et en poisson, ainsi que la présence de populations de sédentaires indigènes et de nomades ; il insiste sur les bijoux d'argent qu'arborent les Ioukaguirs.
Avec la colonisation russe, amorcée dès le XVIIe siècle, et la généralisation continue des langues yakoute et évène, il ne subsistait plus à la fin du XIXe et au XXe siècle que de petits groupes isolés s'identifiant encore comme Youkaghirs. Certains ressortissant de ces tribus ont servi d'auxiliaires aux troupes russes chargées de la conquête de l'Orient russe. Les morts au combat, l’assimilation linguistique et culturelle (dès le XVIIIe siècle, les tribus étaient considérées comme christianisées), enfin les épidémies avaient fait tomber l'effectif de ce peuple en dessous de 1 000 individus dès 1861.

## Ethnies apparentées
Les ethnies Anaul et Hodyn se sont éteintes au cours de la période de colonisation russe. La cohabitation avec des tribus Tchouvanes a engendré une population mêlée avec son identité propre, qui subsiste aujourd'hui dans plusieurs régions du nord-est de l'Asie.